# جورج جان أرنو
جورج جان أرنو (بالفرنسية: Georges-Jean Arnaud)‏ (و. 1928  م) هو كاتب، وكاتب سيناريو، وكاتب خيال علمي فرنسي.

## جوائز
حصل على جوائز منها:

جائزة الرصيف الذهبي ‏

## وصلات خارجية
- جورج جان أرنو على موقع IMDb (الإنجليزية)
- جورج جان أرنو على موقع قاعدة بيانات الفيلم (الإنجليزية)

- جورج جان أرنو في قاعدة بيانات الأفلام على الإنترنت